# Симд (ансамбль)
Государственный ансамбль песни и танца Республики Южная Осетия «Симд» имени Б. А. Галаева (осет. Республикæ Хуссар Ирыстоны Галаты Барисы номыл зард æмæ кафты паддзахадон ансамбль «Симд») — государственный музыкальный коллектив из Южной Осетии. Основан в 1936 году Б. А. Галаевым.
Ансамбль назван по имени знаменитого осетинского массового танца симд.
Ансамбль часто гастролировал во времена СССР, последний видео концерт ансамбля был записан 1987 году. В период 1990—1993 годы временно не работал, в связи с военной ситуацией.
Ансамбль песни и танца Южной Осетии был основан в 1938 году, в него вошли лучшие силы уже существующих самодеятельных коллективов. Основателем ансамбля был выдающийся фольклорист, композитор, общественный деятель Б. А. Галаев, который бессменно руководил коллективом на протяжении четырнадцати лет, а хореографом — большой знаток осетинского национального фольклора, талантливый, самобытный исполнитель осетинских танцев З. А. Бирагов. Выдающийся деятель осетинской культуры, художник М. С. Туганов тоже консультировал коллектив.
Первым серьёзным испытанием на профессиональную зрелость для ансамбля стала декада югоосетинского искусства в г. Тбилиси в 1940 году. А свои первые гастроли по городам Грузии, Северной Осетии, Азербайджана ансамбль провёл в послевоенные годы. В этих гастрольных поездках коллектив ансамбля рос и творчески развивался, повышал исполнительскую культуру, обогащал свой репертуар новыми песнями и танцами. И в 1957 году в г. Тбилиси, во время декады литературы и искусства Южной Осетии, творчество ансамбля «Симд» было представлено более широко и масштабно по сравнению с 1940 годом.
На протяжении всей творческой деятельности ансамблем руководили талантливые композиторы, балетмейстеры Осетии. Среди них Дудар Хаханов, Георгий Тедеев, Феликс Алборов, Хазби Гаглоев, Мельс Шавлохов, Аслан Кабисов и другие. Мастерство и артистизм «Симда», его неиссякаемую энергию оценили москвичи и ленинградцы, труженики Прибалтики и Камчатки, Украины и Сибири, Белоруссии и Казахстана, Средней Азии и Азербайджана, Армении и Молдавии.
С большим успехом прошли у «Симда» и зарубежные гастроли — на Кипре, в ФРГ, Иордании. Отдельные исполнители с честью представляли осетинское искусство в ГДР, Ливии, Перу, Эквадоре, Монголии, Индии и Китае.
Неустанная творческая работа ансамбля неоднократно по достоинству была оценена высокими правительственными наградами.
В 1984 году «Симд» был удостоен звания лауреата премии имени Ленинского комсомола. А в августе 1985 г. коллектив ансамбля стал дипломантом XII Всемирного фестивали молодёжи и студентов.
Но выступления ансамбля в нашей республики всегда ждали его поклонники. Он демонстрировал своё искусство перед жителями Алагира, Ардона, Беслана, Сунжи, Ногира, Октябрьского, Эльхотова, Моздока. Эти концерты стали подлинным праздником осетинского национального искусства, доставили зрителям огромное удовольствие. И в этом немалая заслуга художественного руководителя и главного балетмейстера в 1900-е годы Геннадия Биченова, дирижёра, заслуженного артиста Грузии Инала Алборова, заслуженного артиста Грузии и Северной Осетии Альберта Хетагурова, солистки ансамбля Валентины Тедеевой, Мераба Бакаева, Геннадия Хугаева. В репертуаре ансамбля много красивых, пластически выразительных танцевальных номеров: жемчужина осетинской хореографии, полный грации, гордости, лёгкой поступи и рыцарского уважения к женщине «Симд», «Горский танец», лирический танец девушек, ансамблевый танец с кинжалами, танец «Джигиты», аджаро-грузинский танец рыбаков «Гандагана» (до 1990 г). Первые слова, что приходят на ум, когда смотришь на рисунок танца югоосетинских артистов — красота, динамизм, благородство. Певцы с юга не менее танцоров одарены талантом, поэтому благодарные зрители неоднократно устраивали им овации. В их исполнении хорошо звучат народные песни. Особенно среди них выделяется песня из хореографической постановки «Аланы». Вообще сама постановка Хазби Гаглоева, рано ушедшего из жизни, заслуживает отдельного разговора. Кропотливая работа, строгий отбор и обработка множества образцов национального песенно-хореагрофического фольклора, изучение памятников материальной культуры помогли постановщику (одному из лучших исполнителей кавказских танцев) создать точное сценическое воплощение народного характера.
Ансамбль часто гастролировал во времена Советского Союза, последний видео концерт ансамбля был записан 1987 году. В период 1990—1993 годы временно не работал, в связи с военной ситуацией.
На северной окраине при въезде в город со стороны Дзау, России, после войны 2008 года, была построенное здание для ансамбля «Симд».

## Ансамбль на 2023 год
Художественный руководитель — Кочиев Сергей, окончил Московский государственный университет культуры и искусств.
Директор ансамбля — Харебов Ацамаз Леонидович
Главный дирижёр — Залина Руслановна Сапиева, заслуженная артистка РЮО (2015 год), заслуженная артистка Республики Абхазия (2017 год). Окончила Краснодарский государственный университет культуры и искусств, кафедра дирижирования.
Руководитель оркестра — Эльбрус Ходов, заслуженный артист РЮО.
За годы своего существования госансамбль «Симд» вырастил целую плеяду профессиональных музыкантов, композиторов, хореографов и танцоров.

Одним из известных исполнителей ансамбля был певец Валерий Сагкаев.

## Репертуар ансамбля
Танцевальная группа
- Симд,
- Хохаг ерысы кафт,
- Чызджыты кафт,
- Хонгæ кафт,
- Фæсивæдон кафт,
- Аланты кафт,
- Амазонкæтæ,
- Хъаматимæ кафт,
- Нæртон симд,
- Чепенайы кафт,
- Скифаг-алайнаг кафтытæ,
- Абхазский танец,
- Дагестанский девичий перепляс.